# Las Hermanas García
Las Hermanas García son un dueto compuesto por Laura Diana y Celia Alitzel García Santiago, originarias de Ometepec, México. Tuvieron reconocimiento por su disco de boleros "Que sepan todos". 

## Reseña biográfica
Laura y Celia nacieron en Ometepec, Guerrero; hijas del requintista y arreglista, Mariano García y de la compositora Eugenia Santiago Chacón. Ellas y su padre formaron el grupo musical "Los García", pero tras conocer a los productores de "Discos Corasón", decidieron continuar como "Las Hermanas García", con el padre acompañando en los requintos. 
En octubre de 2016 se presentaron en el Festival Cervantino, tres meses después lanzan su primer álbum ‘Que sepan todos’, con un concierto en enero de 2017 en Casa del Lago UNAM. También en 2017 ofrecieron dos conciertos en el Centro Nacional de las Artes, en Ciudad de México, el periódico La Jornada difundió un video de las hermanas y sus presentaciones.
Visitaron Inglaterra en 2018 para presentarse en el Festival La Clave y en la exposición ‘Frida Kahlo, Making Herself Up’.
En abril de 2019, Laura y Celia se presentaron en la Sala Manuel M. Ponce del Palacio de Bellas Artes y lanzaron su segundo disco, ‘Sabor a mar’ con una presentación en la Fonoteca Nacional.
Su álbum ‘Sabor a Mar’ incluye la canción ‘Sabor a mí’ interpretada en español por las hermanas y en amuzgo, por su padre, Mariano García.

## Discografía
- Que sepan todos (2017)
- Sabor a Mar (2019)

## Premios y nominaciones
En 2018 Las Hermanas García obtuvieron el segundo lugar en la categoría Artista Internacional Revelación en The UK Latin Awards.